# Gabriel Wikström
Per Johan (Gabriel) Wikström (ur. 21 lutego 1985 w Skinnskattebergu) – szwedzki polityk i działacz partyjny, lider młodzieżówki Szwedzkiej Socjaldemokratycznej Partii Robotniczej, w latach 2014–2017 minister zdrowia.

## Życiorys
Kształcił się początkowo w zakresie języka francuskiego w szkole wyższej Mälardalens högskola. W 2007 rozpoczął studia z nauk politycznych i ekonomicznych na Uniwersytecie w Uppsali. Zaangażował się w działalność polityczną w ramach socjaldemokratów i ich organizacji młodzieżowej SSU. Kierował jej strukturami w regionie Västmanland (2006–2011), a następnie do 2014 stał na czele młodzieżówki na szczeblu krajowym. Od 2010 był również radnym miejskim w Västerås.
Po wyborach w 2014 w utworzonym przez socjaldemokratów i zielonych mniejszościowym rządzie Stefana Löfvena objął urząd ministra zdrowia publicznego, opieki zdrowotnej i sportu. Zakończył urzędowanie w lipcu 2017. W marcu 2018 przez krótki czas formalnie był posłem do Riksdagu.